# Pettis County
Pettis County är ett administrativt område i delstaten Missouri, USA, med 42 201 invånare. Den administrativa huvudorten (county seat) är Sedalia.

## Geografi
Enligt United States Census Bureau har countyt en total area på 1 778 km². 1 774 km² av den arean är land och 4 km² är vatten.

### Angränsande countyn
- Saline County - norr
- Cooper County - öst
- Morgan County - sydost
- Benton County - söder
- Henry County - sydväst
- Johnson County - väst
- Lafayette County - nordväst